# Linh dương lưng vàng
Linh dương lưng vàng (danh pháp hai phần: Cephalophus silvicultor) là một loài động vật có vú trong họ Trâu bò, bộ Artiodactyla. Loài này được Afzelius mô tả năm 1815.
Linh dương lưng vàng sinh sống ở tây và trung bộ châu Phi. Chúng dài 3,8-4,8 foot và cao 80 cm ở vai. Chúng nặng khoảng 130 pound (80 kg). Bộ lông màu nâu sẫm đến đen, với một sọc màu vàng ở trên chân sau. Chúng sinh sống trong mở dày đặc và rừng nhiệt đới, nơi chúng ăn hạt, trái cây, cỏ, nấm, lá.

## Hình ảnh

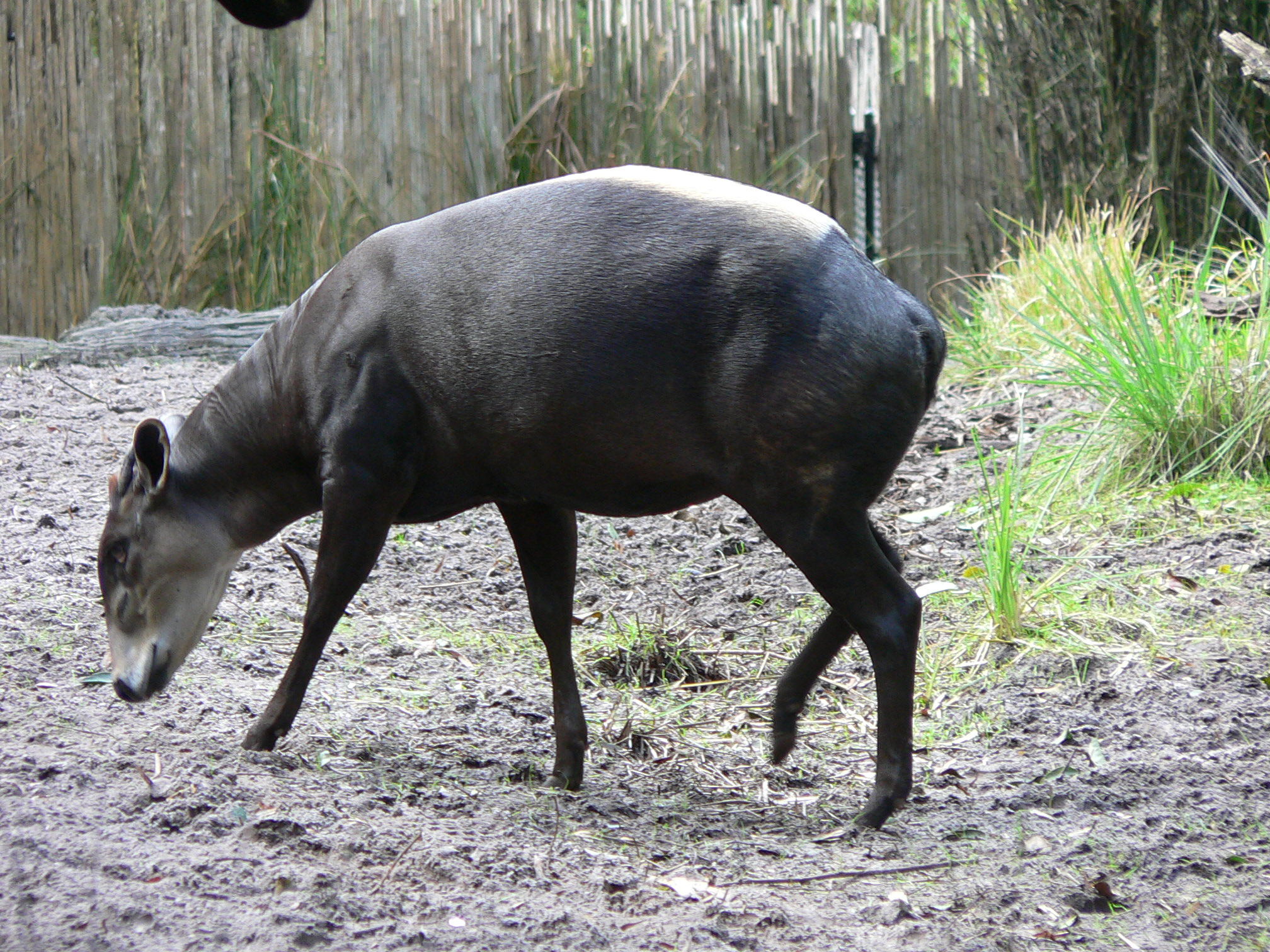
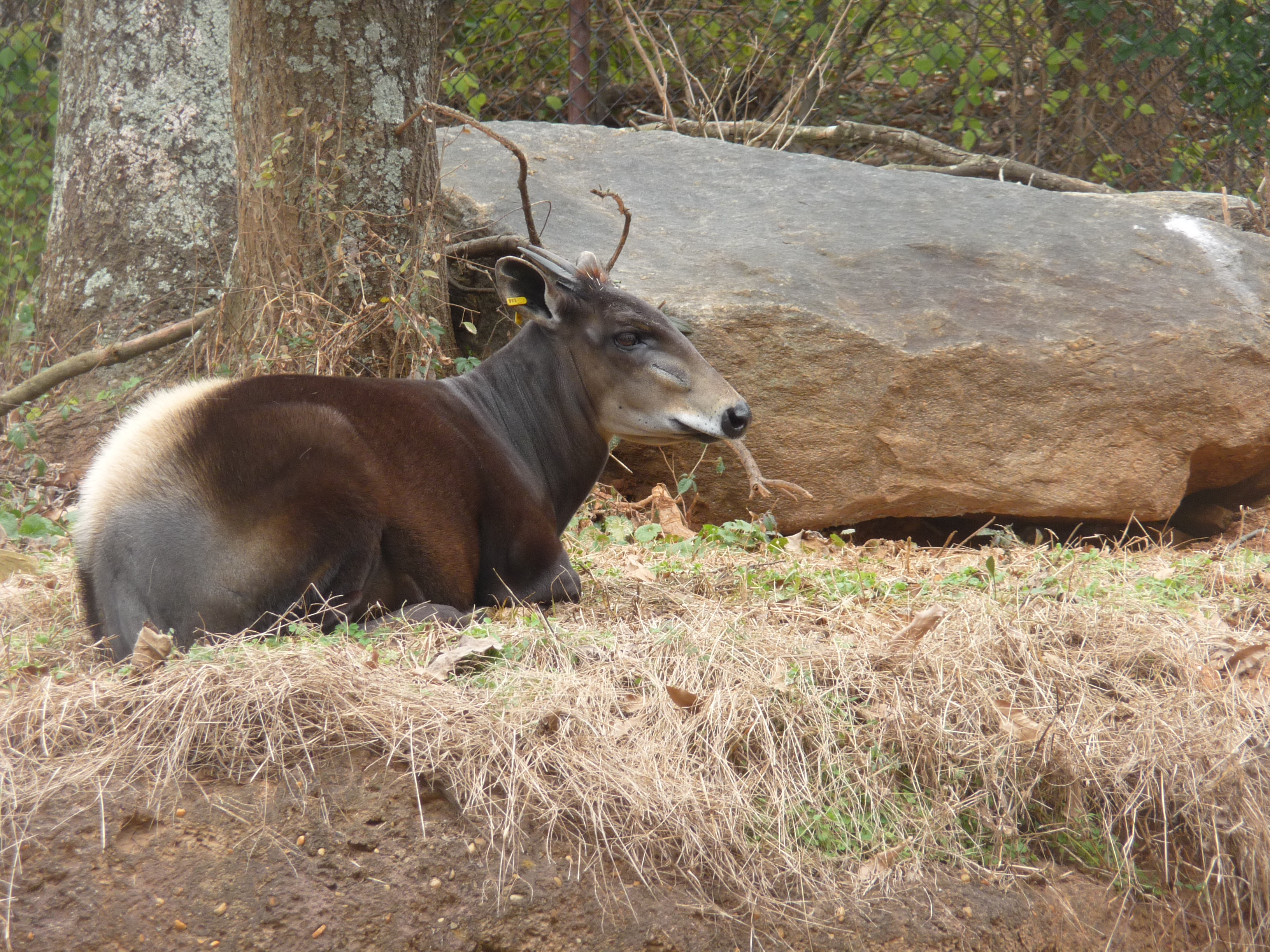
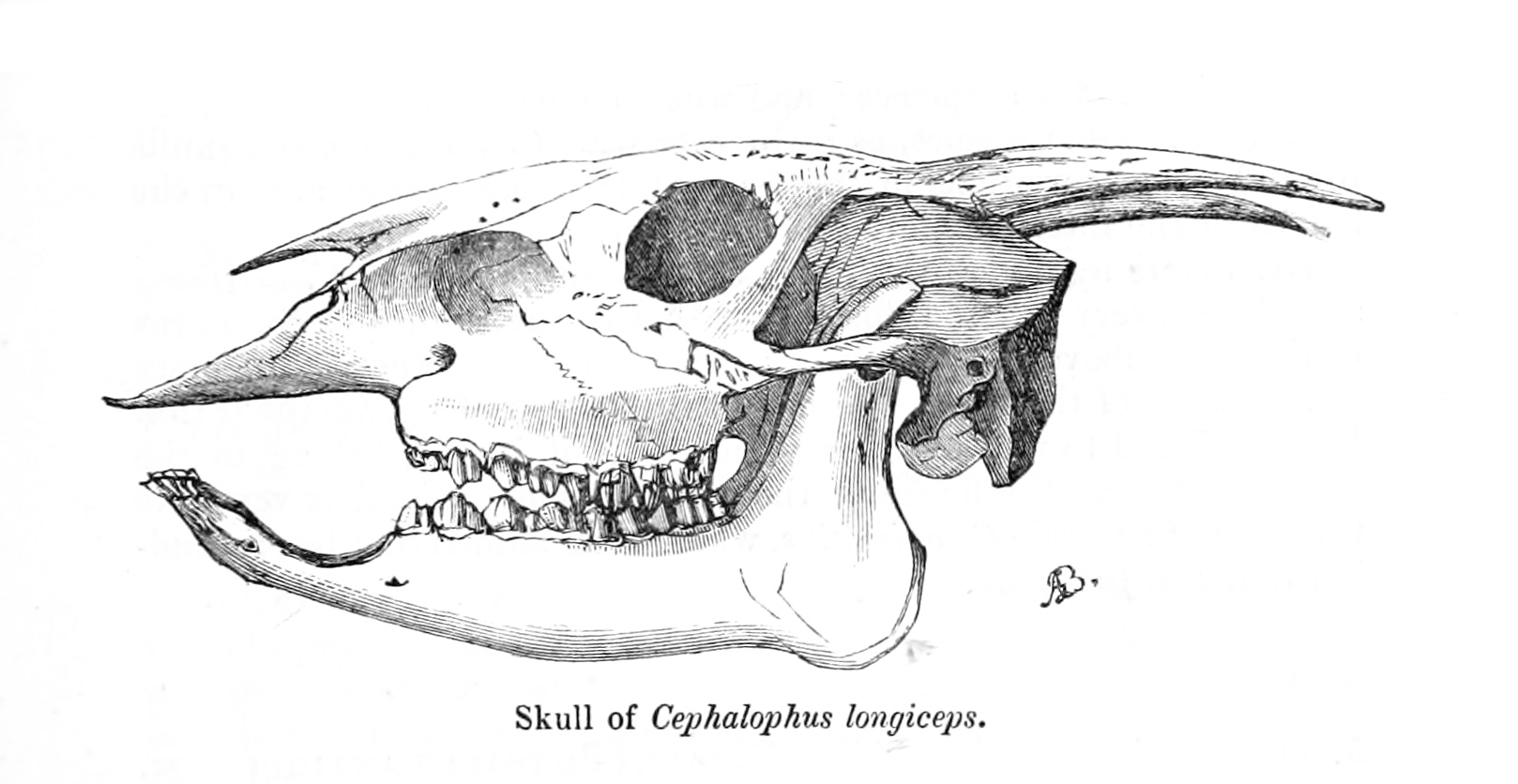